# فانغ ميتشيل
فانغ ميتشيل (بالإنجليزية: Fang Mitchell)‏ هو مدرب كرة سلة أمريكي، ولد في 8 فبراير 1948 في فيلادلفيا في الولايات المتحدة.

## روابط خارجية
- فانغ ميتشيل على موقع كلية كرة السلة في سبورتس رفرنس.كوم (الإنجليزية)